# Flygolyckan på Kastrup 1947
Flygolyckan på Kastrup 1947 var en flygolycka som inträffade den 26 januari 1947 klockan 15:35 på Kastrups flygplats utanför Köpenhamn, då en Douglas DC-3C från KLM Royal Dutch Airlines havererade strax efter starten efter en mellanlandning på vägen från Amsterdam till Stockholm. Alla 22 ombordvarande omkom, däribland den svenske arvprinsen Gustaf Adolf, kung Carl XVI Gustafs far.
Olyckan orsakades av överstegring under stigningen, som utlöstes av ett roderlås som kvarglömdes vid start efter markuppehållet. Kapten ombord var den 55-årige piloten Gerrit Johannis Geysendorffer. Olyckan räknas som den fjärde svåraste flygolyckan i Danmarks historia.

## Förlopp
Klockan 14.55 mellanlandade flygplanet på Kastrup. På grund av en hård byig vind sattes trots det korta uppehållet yttre roderlås på för att rodren inte skulle stå och slå. I syfte att spara tid gjordes återstart troligen utan att använda checklistan. Ingen motoruppkörning utfördes heller. Dessa två misstag gjorde att piloterna inte insåg att någon glömt ta bort roderlåsen till höjdrodret. Resultatet blev att när planet startade klockan 15.31, steg det okontrollerat i en onormalt brant vinkel upp till cirka femtio meters höjd, för att slutligen överstegras och därefter kollidera med marken. Brand utbröt omedelbart, och samtliga 22 ombord omkom.

Planerad rutt.
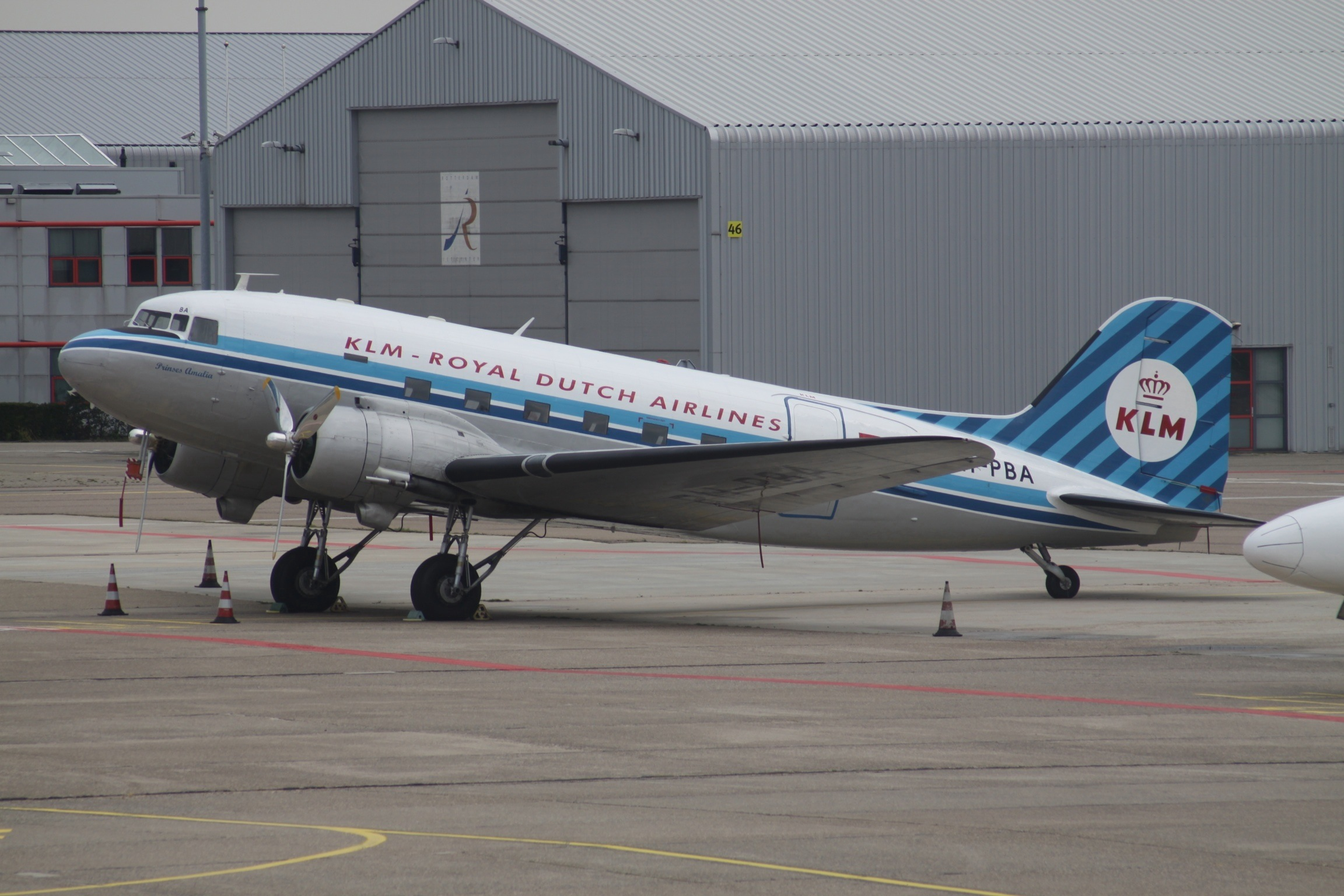
En DC-3:a i KLM:s färger lik det förolyckade flygplanet.

## Förolyckade
Vid starten från Kastrup flygplats befann sig utöver sex besättningsmän 16 passagerare ombord; elva män, tre kvinnor och två barn. Av dem var sju från Danmark, fyra från Sverige, två från Frankrike, en från USA, en från Nederländernas kolonier och en från Spanien.
| Nationalitet  | Passagerare                                    |
| ------------- | ---------------------------------------------- |
| Sverige       | Gustaf Adolf, arvprins                         |
| Danmark       | Jens Dennow, filmproducent                     |
| Nederländerna | Gerrit Johannis Geysendorffer, pilot           |
| USA           | Grace Moore, operasångare och filmskådespelare |
| Danmark       | Gerda Neumann, skådespelare                    |
| Sverige       | Albert Stenbock, Gustaf Adolfs adjutant        |

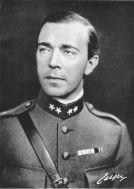
Gustaf Adolf
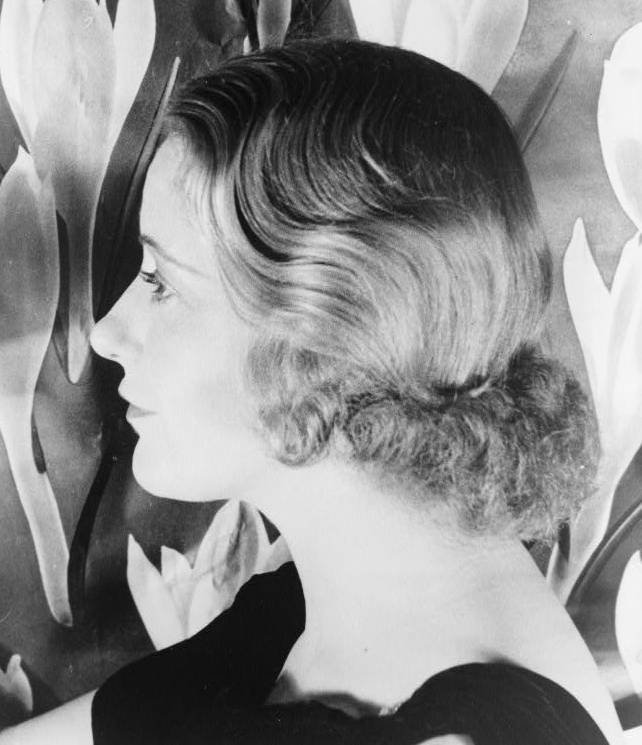
Grace Moore
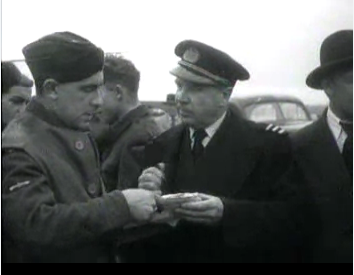
Gerrit Johannis Geysendorffer